# Wulfhere

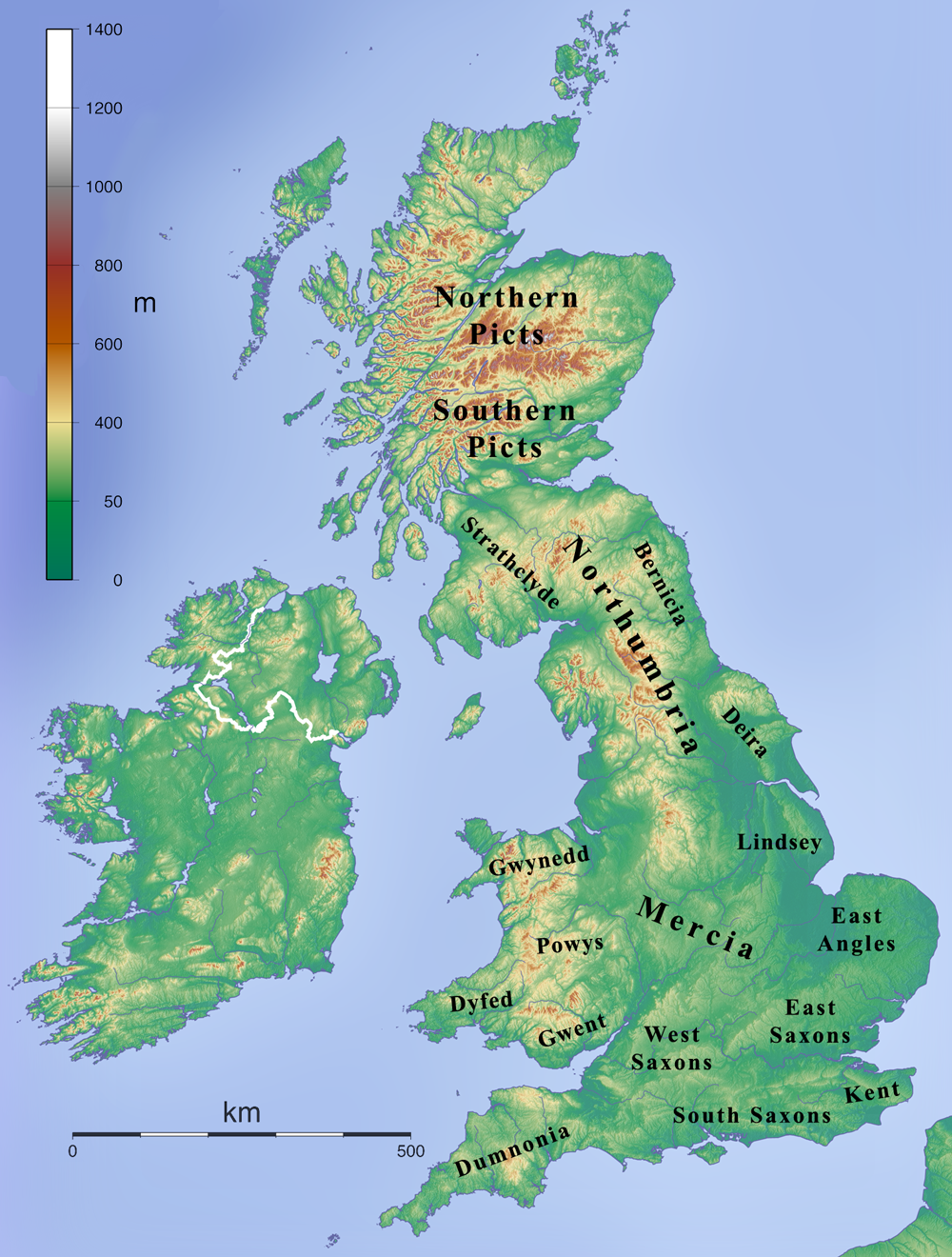
Britannien im 7. Jahrhundert

Wulfhere (auch Uulfhere, Uulfherus, Vulfhere, Wlfarius, Wlfharius, Wulfere, Uulfharius; † 675) war in den Jahren 658 bis zu seinem Tod König des angelsächsischen Königreiches Mercia. Einige Historiker datieren seine Regierungszeit in die Jahre von 657 bis 674.

## Leben
Wulfhere war ein jüngerer Sohn von König Penda aus der Dynastie der Iclingas. Sein (Halb-)Bruder Merewalh (fl. 650), ein Unterkönig der Magonsæte, scheint aus einer früheren Ehe seines Vaters zu stammen. Weitere Geschwister, die vermutlich aus Pendas Ehe mit Cynewise hervorgingen, waren seine Brüder Peada (655–656) und Æthelred (674/675–704), die ebenfalls als Könige Mercias herrschten. Seine Schwester Cyneburg war mit Ealhfrith (655–664), dem Unterkönig von Deira verheiratet.
Wulfhere war mit Eormenhild, einer Tochter des Königs Earconberht I. von Kent und dessen Frau Seaxburg, verheiratet. Sein Sohn Cenred (704–709) wurde später ebenfalls König von Mercia und seine Tochter Werburg Äbtissin des Klosters Ely.

### Thronfolge
Nachdem Penda 655 im Kampf gegen Oswiu von Northumbria in der Schlacht von Winwaed gefallen war, folgte zunächst Wulfheres Bruder Peada als Unterkönig Oswius im Süden Mercias auf den Thron, während Oswiu den Norden selbst regierte. Peada wurde bereits 656 ermordet. Daraufhin herrschte Oswiu selbst über Mercia, bis im Jahr 658 die mercischen Ealdormen Immin, Eafa und Eadberht gegen ihn revoltierten und mit Wulfhere den jüngeren Sohn Pendas zum König Mercias erhoben.

### Herrschaft
Wulfhere war, wie sein Bruder Peada, aber im Gegensatz zu seinem Vater Penda, Christ; er setzte energisch die Fortsetzung der Christianisierung mit Hilfe der Geistlichen Jaruman und Chad durch. Die Ernennung Trumheres zum Bischof von Mercia, Lindsey und des Gebiets der Mittelangeln um das Jahr 659 könnte ein Versuch König Oswius gewesen sein, die Oberherrschaft Northumbrias über Mercia zu festigen, wobei jedoch angemerkt worden ist, dass es gerade der mercische König Wulfhere gewesen sein könnte, der Trumhere eingesetzt hatte, um den northumbrischen Einfluss, repräsentiert durch Ceollach, zu verringern. Wulfhere betrieb eine expansive Politik und konnte sich in der Folge als Oberkönig der südhumbrischen Königreiche etablieren. Die Herrschaft über Mercia, die Mittelangeln und Lindsey übte er selber aus. Vermutlich wurde das Tribal Hidage zur Zeit Wulfheres als Steuerliste angelegt.
Er unternahm um 660 einen erfolgreichen Feldzug gegen die von Jüten besiedelte Isle of Wight und das zu Wessex gehörende Meonwara (Tal des Flusses Meon, südöstliches Hampshire). Beide provinciae (Provinzen), die zuvor eine „Pufferzone“ zwischen den Königreichen Sussex und Wessex bildeten, unterstellte er dem ihm untergeordneten König Æthelwalh von Sussex. Um das Jahr 661 ließ sich Æthelwalh auf Veranlassung Wulfheres, der sein Taufpate war, in Mercia zum Christentum bekehren. Sogleich wurde mit der Missionierung der Isle of Wight begonnen.
661 fiel Wulfhere in Wessex ein. König Cenwalh stellte sich bei Posentesbyrg (Lage unbekannt) zur Schlacht. Von Wulfhere verfolgt musste er sich bis Ashdown in Berkshire zurückziehen. Cenwalh entzweite sich um 663 mit Bischof Wine, der zu Wulfhere nach Mercia floh und von diesem 666 das Bistum London erwarb.
Als während einer Seuche in den Jahren 663/664 zahlreiche Ostsachsen ins Heidentum zurückfielen, war dies der Vorwand für König Wulfhere die Oberherrschaft über Essex anzustreben. Er sandte um 665 den mercischen Bischof Jaruman zur Rechristianisierung nach Essex. Tatsächlich ging es um die Kontrolle über das blühende Handelszentrum London. In einer Charta aus dem Jahr 664 bezeichnete sich König Sighere von Essex selbst als Sighere Rex … Regi Uulfhero subjectus („König Sighere … Untertan des Königs Wulfhere“).
Der northumbrische Bischof Wilfrid musste sich 666 für drei Jahre ins Exil in sein Kloster in Ripon zurückziehen. Von dieser Basis aus wirkte er bis 669 als Bischof in Mercia. Wulfhere übergab ihm große Ländereien, auf denen er Klöster errichtete. Wulfhere förderte auch andere Klöster, wie z. B. Barking oder durch Landschenkungen bei Barrow an den mercischen Bischof Chad. Weitere Landschenkungen sind durch Chartas belegt. Wulfhere vollendete den von Oswiu und Peada begonnenen Bau der Kathedrale von Peterborough und gewährte dem Kloster Abgabenfreiheit.
Um 669 erlangte Wulfhere die Oberherrschaft über Surrey von seinem Schwager Ecgberht von Kent. Nach Ecgberhts Tod am 4. Juli 673 kam es in Kent zu einem einjährigen Interregnum durch Wulfhere.
Der Versuch einer Invasion in Northumbria im Jahre 674 wurde von Ecgfrith zurückgeschlagen. Ecgfrith brachte das Königreich Lindsey und vermutlich einen großen Teil Mercias unter seine direkte Kontrolle. Nach einer militärischen Niederlage gegen Northumbria schwand Wulfheres Einfluss und im Jahr 675, dem Todesjahr Wulfheres, beurkundete der kentische König Hlothhere im „ersten Jahr seiner Herrschaft“ eine Charta ohne die sonst übliche Zustimmung der Hegemonialmacht Mercia. Ein erneuter Krieg Wulfheres gegen Wessex im Jahr 675 blieb erfolglos; er starb noch im selben Jahr in der Schlacht von Bedanheafde (nicht identifiziert) gegen König Æscwine von Wessex. Nachfolger als Könige von Mercia wurden nacheinander sein Bruder Æthelred (675–704) und sein Sohn Cenred (704–709).